# Nicolás C. Accame
Nicolás C. Accame (* 14. November 1880 in Buenos Aires; † 8. Januar 1963 ebenda) war ein argentinischer Stratege und Botschafter.

## Leben
Am 17. Mai 1900 wurde der Fähnrich Nicolás C. Accame zum Befehlshaber der Pionierbrigade ernannt. In den 1920er Jahren war Accame Militärattaché an der argentinischen Botschaft in Rom.
Am 6. Dezember 1930, drei Monate nach dem Putsch gegen Hipólito Yrigoyen, war Oberst Nicolás C. Accame Befehlshaber der 1. Armee-Division, welche in der Provinz Buenos Aires stationiert war und wurde Mitglied der Comisión Directiva der Legión Cívica Argentina, dem Leitungsgremium einer rechtsextremen paramilitärischen Organisation in der década infame. Zur Zeit des Chacokrieges von 1932 bis 1935 leitete Accame den Generalstab der argentinischen Armee. Zu seinem Stab gehörte Mayor Guillermo Mac Hannaford.
Lisandro de la Torre von der Partido Progresista warf Nicolás C. Accame und Jacobo F. Parker Korruption vor. Enzo Bordabehre veröffentlichte 1933 die Vorwürfe im Buch Acusacion del Dr. Lisandro de la Torre contra el Gral. Nicolás C. Accame y el Tte. Cnel. Jacobo F. Parker. Nachdem Lisandro de la Torre am 23. Juli 1935 um 16 Uhr im Senat dem Landwirtschaftsminister Luis Antonio Duhau Korruption vorgeworfen hatte, wurde Enzo Bordabehre im Senat erschossen, als er sich schützend vor Lisandro de la Torre stellte.
Die Regierung von Roberto María Ortiz versetzte den früheren Uriburista-Nationalisten General Nicolás Accame 1938 vom Kommando über die sechste Infanterie-Division bei Bahía Blanca in das Consejo Superior de Guerra y Marina, das höchste Militärgericht. Edmund von Thermann bezeichnete Accame als einen der vorrangigsten Unterstützer des Dritten Reiches in Argentinien.
Vom 15. August bis 2. September 1947 war Nicolás C. Accame als argentinischer Botschafter in Brasilien auf der interamerikanischen Konferenz für die Aufrechterhaltung des Kontinentalfriedens und Sicherheit. Vom Außenminister Juan Atilio Bramuglia wurde er zum Heiligen Stuhl entsandt, wo er am 1. Februar 1948 sein Akkreditierungsschreiben Pius XII. überreichte.
1950 wohnte Accame in der Calle General Larrea 1051 in Buenos Aires.

## Veröffentlichungen
- “Cannae” y el modo de operar de San Martin. La doctrina de Schlieffen en la gran guerra. Cannae en una futura guerra sudamericana.  Ferrari 1921
- Napoleón: el hombre, el guerrero, el estadista y el legislador. Accame, Nicolas C. Museo de Arte Hispanoamericano Isaac Fernández Blanco
- La aviación en la campaña del Marne. Buenos Aires, Círculo Militar 1935, 173 S.
- Dialogos de los Dioses Del Tridente ano: 1944
- Nicolás C. Accame – A Través De La Patagonia
- La "Biblioteca del Oficial" 1956. Circulo militar, Buenos Aires 1956, 183 ´S.